# UCI World Tour 2022
UCI World Tour 2022 – 12. edycja cyklu wyścigów kolarskich UCI World Tour.
W kalendarzu 12. edycji cyklu UCI World Tour znalazło się początkowo 35 wyścigów (20 jednodniowych i 15 wieloetapowych) rozgrywanych między 18 stycznia a 18 października 2022, jednak już we wrześniu 2021, ze względu na pandemię COVID-19, odwołano zaplanowane w Australii wyścigi Tour Down Under oraz Cadel Evans Great Ocean Road Race, które miały rozpocząć sezon 2022 w ramach cyklu UCI World Tour, a w trakcie sezonu odwołane zostały także wyścigi Benelux Tour oraz Tour of Guangxi.

## Kalendarz
Opracowano na podstawie:
| UCI World Tour 2022            | UCI World Tour 2022          | UCI World Tour 2022               | UCI World Tour 2022 | UCI World Tour 2022                                | UCI World Tour 2022                                  | UCI World Tour 2022                                     | UCI World Tour 2022 |
| Data                           | Państwo                      | Wyścig                            | Kat.                | Zwycięzca                                          | Drugie miejsce                                       | Trzecie miejsce                                         |                     |
| ------------------------------ | ---------------------------- | --------------------------------- | ------------------- | -------------------------------------------------- | ---------------------------------------------------- | ------------------------------------------------------- | ------------------- |
| 18 – 23 stycznia 2022          | Australia                    | Tour Down Under                   | 2.UWT               | odwołany                                           |                                                      |                                                         |                     |
| 30 sty                         | Australia                    | Cadel Evans Great Ocean Road Race | 1.UWT               | odwołany                                           |                                                      |                                                         |                     |
| 20 – 26 lutego 2022            | Zjednoczone Emiraty Arabskie | UAE Tour                          | 2.UWT               | Tadej Pogačar (UAE Team Emirates)                  | Adam Yates (Ineos Grenadiers)                        | Pello Bilbao (Bahrain Victorious)                       |                     |
| 26 lut                         | Belgia                       | Omloop Het Nieuwsblad             | 1.UWT               | Wout van Aert (Jumbo-Visma)                        | Sonny Colbrelli (Bahrain Victorious)                 | Greg Van Avermaet (AG2R Citroën Team)                   |                     |
| 5 mar                          | Włochy                       | Strade Bianche                    | 1.UWT               | Tadej Pogačar (UAE Team Emirates)                  | Alejandro Valverde (Movistar Team)                   | Kasper Asgreen (Quick-Step Alpha Vinyl)                 |                     |
| 6 – 13 marca 2022              | Francja                      | Paryż-Nicea                       | 2.UWT               | Primož Roglič (Jumbo-Visma)                        | Simon Yates (BikeExchange-Jayco)                     | Daniel Felipe Martínez (Ineos Grenadiers)               |                     |
| 7 – 13 marca 2022              | Włochy                       | Tirreno-Adriático                 | 2.UWT               | Tadej Pogačar (UAE Team Emirates)                  | Jonas Vingegaard (Jumbo-Visma)                       | Mikel Landa (Bahrain Victorious)                        |                     |
| 19 mar                         | Włochy                       | Mediolan-San Remo                 | 1.UWT               | Matej Mohorič (Bahrain Victorious)                 | Anthony Turgis (TotalEnergies)                       | Mathieu van der Poel (Alpecin-Fenix)                    |                     |
| 21 – 27 marca 2022             | Hiszpania                    | Volta Ciclista a Catalunya        | 2.UWT               | Sergio Higuita (Bora-Hansgrohe)                    | Richard Carapaz (Ineos Grenadiers)                   | João Almeida (UAE Team Emirates)                        |                     |
| 23 mar                         | Belgia                       | Classic Brugge-De Panne           | 1.UWT               | Tim Merlier (Alpecin-Fenix)                        | Dylan Groenewegen (BikeExchange-Jayco)               | Nacer Bouhanni (Arkéa-Samsic)                           |                     |
| 25 mar                         | Belgia                       | E3 Saxo Classic                   | 1.UWT               | Wout van Aert (Jumbo-Visma)                        | Christophe Laporte (Jumbo-Visma)                     | Stefan Küng (Groupama-FDJ)                              |                     |
| 27 mar                         | Belgia                       | Gandawa-Wevelgem                  | 1.UWT               | Biniam Girmay (Intermarché-Wanty-Gobert Matériaux) | Christophe Laporte (Jumbo-Visma)                     | Dries Van Gestel (TotalEnergies)                        |                     |
| 30 mar                         | Belgia                       | Dwars door Vlaanderen             | 1.UWT               | Mathieu van der Poel (Alpecin-Fenix)               | Tiesj Benoot (Jumbo-Visma)                           | Thomas Pidcock (Ineos Grenadiers)                       |                     |
| 3 kwi                          | Belgia                       | Ronde van Vlaanderen              | 1.UWT               | Mathieu van der Poel (Alpecin-Fenix)               | Dylan van Baarle (Ineos Grenadiers)                  | Valentin Madouas (Groupama-FDJ)                         |                     |
| 4 – 9 kwietnia 2022            | Hiszpania                    | Vuelta al País Vasco              | 2.UWT               | Daniel Felipe Martínez (Ineos Grenadiers)          | Ion Izagirre (Cofidis)                               | Aleksandr Własow (Bora-Hansgrohe)                       |                     |
| 10 kwi                         | Holandia                     | Amstel Gold Race                  | 1.UWT               | Michał Kwiatkowski (Ineos Grenadiers)              | Benoît Cosnefroy (AG2R Citroën Team)                 | Tiesj Benoot (Jumbo-Visma)                              |                     |
| 17 kwi                         | Francja                      | Paryż-Roubaix                     | 1.UWT               | Dylan van Baarle (Ineos Grenadiers)                | Wout van Aert (Jumbo-Visma)                          | Stefan Küng (Groupama-FDJ)                              |                     |
| 20 kwi                         | Belgia                       | La Flèche Wallonne                | 1.UWT               | Dylan Teuns (Bahrain Victorious)                   | Alejandro Valverde (Movistar Team)                   | Aleksandr Własow (Bora-Hansgrohe)                       |                     |
| 24 kwi                         | Belgia                       | Liège-Bastogne-Liège              | 1.UWT               | Remco Evenepoel (Quick-Step Alpha Vinyl)           | Quinten Hermans (Intermarché-Wanty-Gobert Matériaux) | Wout van Aert (Jumbo-Visma)                             |                     |
| 26 kwietnia – 1 maja 2022      | Szwajcaria                   | Tour de Romandie                  | 2.UWT               | Aleksandr Własow (Bora-Hansgrohe)                  | Gino Mäder (Bahrain Victorious)                      | Simon Geschke (Cofidis)                                 |                     |
| 1 maj                          | Niemcy                       | Eschborn-Frankfurt                | 1.UWT               | Sam Bennett (Bora-Hansgrohe)                       | Fernando Gaviria (UAE Team Emirates)                 | Alexander Kristoff (Intermarché-Wanty-Gobert Matériaux) |                     |
| 6 – 29 maja 2022               | Włochy                       | Giro d'Italia                     | 2.UWT               | Jai Hindley (Bora-Hansgrohe)                       | Richard Carapaz (Ineos Grenadiers)                   | Mikel Landa (Bahrain Victorious)                        |                     |
| 5 – 12 czerwca 2022            | Francja                      | Critérium du Dauphiné             | 2.UWT               | Primož Roglič (Jumbo-Visma)                        | Jonas Vingegaard (Jumbo-Visma)                       | Ben O’Connor (AG2R Citroën Team)                        |                     |
| 12 – 19 czerwca 2022           | Szwajcaria                   | Tour de Suisse                    | 2.UWT               | Geraint Thomas (Ineos Grenadiers)                  | Sergio Higuita (Bora-Hansgrohe)                      | Jakob Fuglsang (Israel-Premier Tech)                    |                     |
| 1 – 24 lipca 2022              | Francja                      | Tour de France                    | 2.UWT               | Jonas Vingegaard (Jumbo-Visma)                     | Tadej Pogačar (UAE Team Emirates)                    | Geraint Thomas (Ineos Grenadiers)                       |                     |
| 30 lipca – 5 sierpnia 2022     | Polska                       | Tour de Pologne                   | 2.UWT               | Ethan Hayter (Ineos Grenadiers)                    | Thymen Arensman (Team DSM)                           | Pello Bilbao (Bahrain Victorious)                       |                     |
| 30 lip                         | Hiszpania                    | Clásica de San Sebastián          | 1.UWT               | Remco Evenepoel (Quick-Step Alpha Vinyl)           | Pawieł Siwakow (Ineos Grenadiers)                    | Tiesj Benoot (Jumbo-Visma)                              |                     |
| 19 sierpnia – 11 września 2022 | Hiszpania                    | Vuelta a España                   | 2.UWT               | Remco Evenepoel (Quick-Step Alpha Vinyl)           | Enric Mas (Movistar Team)                            | Juan Ayuso (UAE Team Emirates)                          |                     |
| 21 sie                         | Niemcy                       | Cyclassics Hamburg                | 1.UWT               | Marco Haller (Bora-Hansgrohe)                      | Wout van Aert (Jumbo-Visma)                          | Quinten Hermans (Intermarché-Wanty-Gobert Matériaux)    |                     |
| 28 sie                         | Francja                      | Bretagne Classic Ouest-France     | 1.UWT               | Wout van Aert (Jumbo-Visma)                        | Axel Laurance (B&B Hotels-KTM)                       | Alexander Kamp (Trek-Segafredo)                         |                     |
| 29 sierpnia – 4 września 2022  | Holandia                     | Benelux Tour                      | 2.UWT               | odwołany                                           |                                                      |                                                         |                     |
| 9 wrz                          | Kanada                       | Grand Prix Cycliste de Québec     | 1.UWT               | Benoît Cosnefroy (AG2R Citroën Team)               | Michael Matthews (BikeExchange-Jayco)                | Biniam Girmay (Intermarché-Wanty-Gobert Matériaux)      |                     |
| 11 wrz                         | Kanada                       | Grand Prix Cycliste de Montréal   | 1.UWT               | Tadej Pogačar (UAE Team Emirates)                  | Wout van Aert (Jumbo-Visma)                          | Andrea Bagioli (Quick-Step Alpha Vinyl)                 |                     |
| 8 paź                          | Włochy                       | Giro di Lombardia                 | 1.UWT               | Tadej Pogačar (UAE Team Emirates)                  | Enric Mas (Movistar Team)                            | Mikel Landa (Bahrain Victorious)                        |                     |
| 13 – 18 października 2022      | Chiny                        | Tour of Guangxi                   | 2.UWT               | odwołany                                           |                                                      |                                                         |                     |

## Zespoły
W sezonie 2022 w dywizji UCI WorldTeams znalazło się 18 zespołów:
| WorldTeams (18)- AG2R Citroën Team - Astana Qazaqstan Team - Bahrain Victorious - Bora-Hansgrohe - Cofidis - EF Education-EasyPost - Groupama-FDJ - Ineos Grenadiers - Intermarché-Wanty-Gobert Matériaux - Israel-Premier Tech - Jumbo-Visma - Lotto-Soudal - Movistar Team - Quick-Step Alpha Vinyl - BikeExchange-Jayco - Team DSM - Trek-Segafredo - UAE Team Emirates |
| |